# Чевакинский, Савва Иванович
Са́вва Ива́нович Чева́кинский (1709; по другим данным 1713— между 1772 и 1780; по другим данным после 1783) — русский архитектор эпохи елизаветинского барокко, который работал в Санкт-Петербурге и его окрестностях, главным образом по заказам флота (как главный архитектор Адмиралтейств-коллегии).

## Биография
Родился в дворянской семье в селе Вешки Новоторжского уезда Тверской губернии.
В 1729 году был определён в Морскую академию в Петербурге, откуда в 1734 году ушёл в Измайловский полк. По требованию Адмиралтейств-коллегии был исключен (за самовольный уход из академии) из полка и поступил учеником в архитектурную команду И. К. Коробова, под руководством которого проработал семь лет. Для собственного проживания выстроил дом на улице Галерной, 58.
В 1739 году начал самостоятельную творческую деятельность. В 1741—1767 годах — главный архитектор Адмиралтейств-коллегии. В 1745—1760 годах был архитектором Царского Села, руководил работами по реконструкции дворцово-паркового ансамбля. Здесь Чевакинский возвел по своим проектам два корпуса (церковный и зал), соединёнными галереями с центральной частью Екатерининского дворца, несохранившийся охотничий павильон «Монбижу», дома для дворцовых служащих, участвовал в создании павильона «Эрмитаж».
В качестве главного архитектора флота им выстроены склады для хранения корабельного леса на острове Новая Голландия и подготовлен генеральный план застройки Кронштадта.
Крупнейшей постройкой Чевакинского в Петербурге является Никольский морской собор (1753—1762) с отдельно стоящей ярусной колокольней (1756—1758).
По заказам крупных вельмож Чевакинским также спроектированы два парадных дворца — особняк Шереметевых на Фонтанке (1750—1755, совместно с Ф. С. Аргуновым) и дом И. И. Шувалова на углу Малой Садовой и Итальянской (1749—1756). Выстроенный им для П. Б. Шереметева т. н. Миллионный дом на улице Миллионной не сохранился.
C 1755 по 1758 год Чевакинский был архитектором Академии наук. В эти годы у него проходили стажировку В. И. Баженов и И. Е. Старов. В 1757-1758 годах проекту Чевакинского на Васильевском острове возводится здание для мастерских Академии наук. С этой целью объединяются в единое целое два уже существующих, но недостроенных дома на берегу Большой Невы. После окончания работ в новом корпусе размещается словолитня, переплетная, инструментальная, барометренная и токарная мастерские, а также типография и гравировальная палата. В декоре фасада этого здания просматривались элементы барокко: гладкие и рустованные лопатки, фигурные наличники. Тогда же при участии Чевакинского была перестроена пострадавшая от пожара башня Кунсткамеры.
В начале XIX века здание академических мастерских, созданное по проекту Чевакинского, будет ещё раз перестроено и превращено в жилой дом, который войдет в историю Санкт-Петербурга как Дом академиков.
В 1767 г. с наступлением эпохи классицизма Чевакинский ушёл в отставку и уехал в своё имение. После этого сведения о нём практически отсутствуют.
Похоронен в 1779 году в фамильном склепе в селе Выдропужск (Спировский район Тверской области) рядом с храмом Смоленской (Выдропужской) Божией Матери, который построил сам.

## Стилевые особенности
С целью скругления фасадных линий Чевакинский предпочитал оформлять выступающие углы зданий пучками из трёх колонн, из которых средняя обычно вынесена на самый угол. Этот приём предположительно был заимствован им из древнерусского зодчества. Как и другие архитекторы елизаветинской эпохи, щедро использовал для обработки фасадов скульптурный декор. Культовые постройки Чевакинского (в том числе конкурсные проекты на перестройку Исаакиевского и Петропавловского соборов) выделяются коваными балкончиками и декорированными растительным узором кронштейнами, позаимствованными из репертуара дворцовых построек того времени.

## Приписываемое
Помимо построек в Петербурге и Царском Селе, Чевакинскому также приписывают некоторые стоящие ныне в руинах провинциальные храмы, например, церковь в усадьбе Трубецких Дылицы и церковь Михаила Архангела при императорском путевом дворце в селе Хотилово Бологовского района (1764—1767).